# Gulocosa eskovi
Genre
Espèce
Gulocosa eskovi, unique représentant du genre Gulocosa, est une espèce d'araignées aranéomorphes de la famille des Lycosidae.

## Distribution
Cette espèce est endémique du Kraï de Khabarovsk en Russie,.

## Étymologie
Cette espèce est nommée en l'honneur de Kirill Yuryevich Eskov.

## Publication originale
- Marusik, Omelko & Koponen, 2015 : A survey of East Palaearctic Lycosidae (Araneae). 11. Two new genera from the Acantholycosa complex.' Zootaxa, no 3985(2), p. 252-264.